# Yuan Yong
Yuan Yong (元雍) (? - 17. svibnja 528), rođen kao Tuoba Yong (拓拔雍), kurtoazno ime Simu (思穆), formalno Princ Wenmu od Gaoyanga (高陽文穆王), bio je carski princ kineske/Xianbei dinastije Sjeverni Wei.  Bio je šesti od sedam sinova cara Xianwena, ali je utjecaj i vlast stekao tek u doba vladavine svog pranećaka cara Xiaominga. Tada je njegova sklonost korupciji i naglom bogaćenju izazvala ogorčenje u narodu i potaklo brojne seljačke ustanke koji su oslabili dinastiju. Nakon što je godine 528. car Xiaoming otrovan, a pobunjena vojsku na čelu s Erzhu Rongom zauzela carsku prijestolnicu i svrgnula carevu majku Hu, Yuan Yong je zajedno s 2000 vodećih carskih službenika doveden u Heyin (河陰, okolica suvremenog Luoyanga u Henanu). Tamo ih je Erzhu masakrirao.